# Mosquito Lake, Northwest Territories
Mosquito Lake är en sjö i Kanada.   Den ligger i territoriet Northwest Territories, i den centrala delen av landet, 2 600 km nordväst om huvudstaden Ottawa. Mosquito Lake ligger 292 meter över havet. Arean är 331 kvadratkilometer. Den sträcker sig 30,6 kilometer i nord-sydlig riktning, och 28,8 kilometer i öst-västlig riktning.
Trakten runt Mosquito Lake är nära nog obefolkad, med mindre än två invånare per kvadratkilometer.